# 埃丹-福伦丹
埃丹-福伦丹（荷蘭語：Edam-Volendam，荷蘭語：[eːˌdɑm ˈvoːlə(n)ˌdɑm] ⓘ）是荷蘭的一個市镇，位於荷蘭西北部。自2016年開始，泽方被併入埃丹-福伦丹。埃丹-福伦丹面積約80平方公里，人口約有3.5萬人。

## 外部連結
- 维基共享资源上的相關多媒體資源：埃丹-福伦丹
- Official website（页面存档备份，存于）